# Рейчъл Къшнър
Рейчъл Къшнър (на английски: Rachel Kushner) е американска писателка на произведения в жанра драма, исторически роман и документалистика.

## Биография и творчество
Рейчъл Къшнър е родена през 1968 г. в Юджийн, Орегон, САЩ, в семейство на учени. Премества се със семейството си в Сан Франциско през 1979 г., където родителите ѝ работят в Калифорнийския университет.
На 16 години започва да следва политическа икономия с акцент върху външната политика на САЩ в Латинска Америка в Калифорнийския университет в Бъркли, като една година участва в студентския обмен в Италия. След дипломирането си и получаване на бакалавърска степен по изкуства, живее в Сан Франциско, където работи в нощни клубове. На 26 години се записва в програмата по творческо писане в Колумбийския университет и получава магистърска степен през 2000 г. След дипломирането си се премества в Ню Йорк и в продължение на осем години работи като редактор в списанията „Grand Street“ и „BOMB“, и пише за съвременно изкуство в „Artforum“.
Дебютният ѝ роман „Телекс от Куба“ е издаден през 2008 г. Чрез съдбата на младежите Евърли Ледерер и Кей Си Стайтс, растящи в плантация от захарна тръстика в провнция Ориенте, романът представя американската гледна точка с детайлен поглед върху причините, довели до революцята, водена от Фидел Кастро, и експулсирането на американците през 1958 г. от Куба, във време на прикрито насилие, в което новините се разпространяват чрез спешен телекс. Романът става бестселър в списъка на „Ню Йорк Таймс“, номиниран е за Националната литературна награда на САЩ и получава наградата за книги на Калифорния.
Вторият ѝ роман, „The Flamethrowers“ (Огнехвъргачите) от 2013 г., е финалист за Националната литературна награда на САЩ и един от петте най-добри романа на „Ню Йорк Таймс“ за 2013 г.
Третият ѝ роман „Марсианската стая“ е издаден през 2018 г. Главната героиня Роми Хол излежава две доживотни присъди в женския затвор „Станвил“ в Централна Калифорния. За да оцелее в реалността в американските затвори, мислено пребивава в миналото си като стрипнизьорка в клуб „Марсианската стая“, а надежда вижда в новия учител по литература в затвора. Романът е номиниран за наградата „Букър“ и е определен от списание „Тайм“ за роман №1 за годината.
Романите ѝ са преведени на 15 езика по света. Прозата и есетата ѝ са публикувани в „Ню Йоркър“, „Харпърс“, „Ню Йорк Таймс“ и „Перис Ривю“. Носител е на стипендията „Гугенхайм“ за 2013 г., наградата „Харолд Д. Върсел“ за 2016 г. от Американската академия за изкуства и литература, както и почетна степен „доктор хонорис кауза“ от колежа Каламазу.
Рейчъл Къшнър живее със семейството си в Лос Анджелис.

## Произведения

### Самостоятелни романи
- Telex from Cuba (2008) 
Телекс от Куба, изд.: „Жанет 45“, Пловдив (2017), прев. Василена Мирчева
- The Flamethrowers (2013)
- The Mars Room (2018)
Марсианската стая, изд. „Кръг“ (2019), прев. Василена Мирчева
- Creation Lake (Sept.2024)

### Новели
- The Mayor of Leipzig (2021)

### Сборници
- The Strange Case of Rachel K (2015)

### Документалистика
- The Hard Crowd (2021)